# كفر حسين الطوبجي
قرية كفر حسين الطوبجى هي إحدى القرى التابعة لمركز منيا القمح في محافظة الشرقية في جمهورية مصر العربية. حسب إحصاءات سنة 2006، بلغ إجمالي السكان في كفر حسين الطوبجى 509 نسمة، منهم 260 رجل و249 امرأة.